# 融雪剤

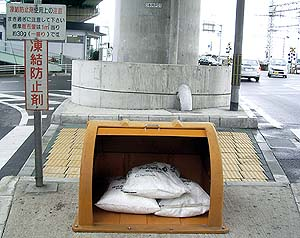
道路に設けられた塩化カルシウムの貯蔵容器

融雪剤（ゆうせつざい）とは、液体の水分子（一般的には水）が氷になることを防止する（凍結防止）とともに既に固まっている氷を融かして水にする（融氷）ための化学材料。このような機能をもつ化学材料は、凍結防止剤、防氷剤、融氷剤、凍結抑制剤などとも呼ばれているが用途に合わせているだけで明確な違いは無い。
一般的には塩化ナトリウムや塩化カルシウムなど酸とアルカリの化合物で水に融解して電解液になる塩（えん）が利用されている。なお、凍結防止剤はもっぱら液体の水が氷にならないよう凍結温度を下げる（モル降下）ための化学材料をいうこともあり、エチレングリコールやグリセリンなどがあるが、これらは電解液にならないため解氷には利用できない。

## 原理と種類
融雪剤の散布によって、塩化カルシウムなどの成分が水に溶けて凝固点降下が起こり、融点が低下する。これによって、融点が気温を下回れば雪は水へと変化する。加えて塩化カルシウムが水に溶けるときに発生する溶解熱も、融雪に寄与する。なおこれらによって低下する融点は数度から十数度程度であるため、極端に低い温度の中では効果が得られない。

### 無機塩
無機塩は塩素化合物の塩化物塩で、横方向に溶解するため氷は表面から溶けてウェットシャーベットになる。
- 塩化ナトリウム
- 塩化カルシウム
- 塩化マグネシウム

### 有機塩
有機塩は水に融解するカルボン酸塩で、氷盤に貫入して道路の舗装面などに到達してから横方向に拡散する性質がありドライシャーベットになる。
- ギ酸ナトリウム
- 酢酸カリウム

### 塩混合物
性能等を改善するため無機塩と無機塩または有機塩と無機塩、あるいは防氷剤と滑止材の混合物を主成分とする融雪剤である。
発熱性のある塩化カルシウムとは混合せず吸熱性のある物同士で混合される。
尿素×塩化ナトリウム　塩化ナトリウム×塩化マグネシウム　等
塩化カルシウムは滑止材の砂と混合して使用される場合がある。

### 有機化合物
- 尿素

## 規格
各国で日本工業規格（JIS）、米国試験材料協会規格（ASTM）、航空宇宙材料規格（AMS）などに材料規格や性能規格が定められている。ヨーロッパではさらに厳しい性能規格が適用されている。

## 塩害
電離作用の大きい塩素イオンなどを利用した化学材料を使用する場合、鋼材の腐食や土壌の固化など環境への影響を考慮する必要がある。特に鉄筋コンクリートの構造物では、融雪剤がコンクリートの割れ目から浸透し、鉄骨や鉄筋を錆により腐食・劣化させ、強度減少が発生し、構造物の安全性が保てなくなってしまう。また植物に関しては、生化学的性質が食塩に類似しているため、塩化カルシウム等の塩害により、海岸部のように草木が生えなくなってしまう（植物を植えても枯れてしまう）。このような事態を防ぐために、塩化カルシウム等に代わる『代替品』に切り替える対策が模索されている。
無機塩に比べると、有機塩は環境に優しいが費用が高くなる。また、有機塩のカルボン酸塩防氷剤でも、製造方法によって組成成分には違いがあり、塩素や硫黄を僅かに含んだだけで、金属腐食が大きく表れる場合がある。
有機塩と無機塩の塩混合物を利用する場合もあり、無機塩に有機塩を25％以上混合すると、金属腐食が75％程度削減されるが融氷性能は低くくなる。
なお、日本では道路に散布されたものが河川にも流失することから、水質汚濁防止法の排水基準を遵守する必要がある。

## 着色による融雪
着色による融雪は、雪や氷の表面に黒色の粉末（カーボンブラックなどの炭素粒子）を散布することにより、太陽の熱エネルギーを吸収しやすくすることで融雪する。この方法は、融雪に太陽光を利用するため、夜間の融雪には適さない。